# Dinumma stygia
Dinumma stygia là một loài bướm đêm trong họ Noctuidae.